# Selva dei Molini
Selva dei Molini (Mühlwald in tedesco) è un comune italiano di 1 369 abitanti della provincia autonoma di Bolzano in Trentino-Alto Adige.

## Geografia fisica
Il paese è completamente circondato dalle cime delle Alpi della Zillertal, che possiede cime che raggiungono i 3.000 m s.l.m. Alcuni esempi sono il Gran Pilastro che raggiunge i 3.510 metri, il Ponte di Ghiaccio e la Punta Bianca che supera i 3.371 metri.
Nel territorio comunale si trovano le frazioni di Lappago (Lappach, dotata di un impianto Kneipp) e Selva di Fuori (Außermühlwald) nonché i laghi artificiali di Selva dei Molini e di Neves. Seguendo il loro emissario, si scende lungo la Valle dei Molini fino a Molini di Tures.

## Origini del nome
Il toponimo è attestato come Mullenwalt, Mulenwalt, Mülbalt dal 1160 e deriva dall'alto tedesco medievale mül ("mulino") e walt ("bosco").
Il nome del paese e quindi della valle, fa anche riferimento ai molteplici mulini ad acqua che si trovano lungo i rigagnoli della vallata.
Il toponimo della frazione è attestato come Leppach, Läppach, Läpach dal 1367 e deriva dall'alto tedesco medievale loup ("fogliame") e ach ("suffisso plurale").
I nomi italiani sono stati creati solamente con il Prontuario dei nomi locali dell'Alto Adige del 1916 e introdotti dal regime fascista nel 1923.

## Storia
Le più antiche notizie sulle comunità e i suoi masi sparsi, del XII secolo, si ricollegano al monastero benedettino di Sonnenburg presso Brunico nonché a quello agostiniano dell'abbazia di Novacella presso Bressanone che, assieme ai conti di Tirolo, erano i maggiori proprietari terrieri della zona e spingevano alla colonizzazione delle impervie alture.
La suddivisione antica della vallata era per cosiddetti Pimwerche, ovvero distretti steurali (delle tasse) ed amministrativi.
Durante gli anni '60, la radicalizzazione del movimento autonomista causò decine di attentati in tutta la provincia attribuiti al Befreiungsausschuss Südtirol. Il 3 settembre 1964, uno di questi provocò la morte del carabiniere Vittorio Tiralongo presso la locale caserma.
Nell'estate del 2011 la Valle di Selva dei Molini è stata teatro del reality show "Die Alm" prodotto per la televisione tedesca Pro-Sieben.

### Simboli
Gli abeti simboleggiano il bosco e la ruota il molino, raffigurando il toponimo del luogo. Lo stemma è stato adottato nel 1967.
Il gonfalone è un drappo partito di bianco e di verde.

## Monumenti e luoghi d'interesse
- Chiesa di Santa Geltrude, costruita nella prima metà del XIX secolo e consacrata nel 1838.

## Società

### Ripartizione linguistica
La sua popolazione è per la quasi sua totalità di madrelingua tedesca:
| %      | Ripartizione linguistica (gruppi principali) |
| ------ | -------------------------------------------- |
| 99,10% | madrelingua tedesca                          |
| 0,75%  | madrelingua italiana                         |
| 0,15%  | madrelingua ladina                           |

### Evoluzione demografica
Abitanti censiti

## Amministrazione
| Periodo | Periodo   | Primo cittadino    | Partito | Carica  | Note |
| ------- | --------- | ------------------ | ------- | ------- | ---- |
| 2005    | 2010      | Josef Unterhofer   | SVP     | Sindaco |      |
| 2010    | in carica | Paul Niederbrunner | SVP     | Sindaco |      |

### Gemellaggi
- Somberek, dal 2009